# Nicolae N. Constantinescu
Nicolae N. Constantinescu (n. 27 martie 1920, București – d. 14 decembrie 2000, București) a fost un economist român, membru titular (1990) al Academiei Române.

## Educație
Întregul ciclu școlar l-a urmat în București. Cursurile liceale le-a urmat în perioada 1931-1938 la Liceul Comercial „N. Bălcescu”.
A urmat Academia de Înalte Studii Comerciale și Industriale din București devenind licențiat în anul 1942. În cadrul Academiei a urmat secțiile de Științe economice teoretice, Economie particulară și Economie publică. A avut ca profesori pe Nicolae Iorga, Virgil Madgearu și Victor Slăvescu.
Participă la cel de Al Doilea Război Mondial, fiind luat prizonier în octombrie 1944. Inițial închiși în hrubele Mănăstirii Galata, a fost duși apoi în URSS, unde a stat prizonier 5 ani.
Obține titlul de Doctor în economie în anul 1959 și pe cel de Doctor docent în științe economice în anul 1972.

## Activitatea profesională
Din 1949 până în 1992 a desfășurat o bogată activitate didactică la Academia de Studii Economice din București. A lucrat la început ca lector, apoi conferențiar, profesor și șef de catedră. Inițial a lucrat la Catedra de istorie economică (1954-1964) și ulterior la Catedra de economie politică (1964-1985). Din 1992 a continuat să fie profesor consultant la ASE București.
În perioada 1957-1967 a fost cercetător științific și, ulterior, șef al Secției de istorie economică și istoria gândirii economice la Institutul de Cercetări Economice al Academiei Române.
A fost profesor invitat la Economic Development Institute of the World Bank, Washington, D.C. (semestrul de primăvară 1974).
A fost fondator al Asociației Generale a Economiștilor din România (AGER) (1990). La înființare a fost ales prim-vicepreședinte, iar din 1993 a fost președinte al Asociației. La numeroasele realizări din cadrul AGER se adaugă și inițiativa sa privind construirea Casei Economiștilor. Cât timp a condus AGER, a acordat o atenție deosebită colaborării dintre economiști și ingineri, dintre AGER și AGIR (Asociația Generală a Inginerilor din România). Pentru meritele sale, a fost ales membru de onoare al AGIR.
După ce în 1974 a fost ales membru corespondent al Academiei Române, din 1990 devine membru titular. În perioada 1990-1994 a fost ales Secretar General al acestui înalt for. Începând din 1992 a fost președinte al Secției de științe economice, juridice și sociologie a Academiei Române. O importantă contribuție a avut la construcția unei aripi noi a Bibliotecii Academiei Române, în această acțiune fiind sprijinit de fostul său elev, guvernatorul BNR, Mugur Isărescu, care a mijlocit o importantă donație în bani.
A fost membru fondator al Fundației Naționale pentru Știință și Artă, fundație care își desfășoară activitatea sub egida Academiei Romane.
A fost vicepreședinte al Universității Populare "Ioan I. Dalles". A fost director al colegiului de redacție al publicației „Revista română de științe economice” (în limbile franceză și engleză), președinte al Asociației de Management Ecologic și Dezvoltare Durabilă, Fellow al Institutului de Dezvoltare Durabilă din Washington.
A lăsat o moștenire prețioasă domeniului economic românesc. Domeniile care l-au interesat au fost: istoria economică și socială, istoria gândirii economice, teoria economică contemporană, metodologia cercetării științifice economice, problemele economiei de piață. A fost constructor al disciplinei de Istorie economică în învățământul superior economic.
A decedat pe 14 decembrie 2000, după o lungă suferință, după patru accidente cerebrale. Înainte de orice, a fost animat de un profund patriotism. Permanent, opinia sa a fost că, similar marilor puteri (precum SUA), "în relațiile externe, ca de altfel și în politica internă, interesele naționale trebuie să primeze". O sculptură care îl reprezintă a fost pusă la intrarea în Biblioteca Academiei Române, iar o stradă din zona Dorobanți îi poartă acum numele. Fiica sa i-a moștenit pasiunea, devenind cadru didactic la Academia de Studii Economice.

## Publicații
A redactat - singur sau în colaborare - peste 600 de lucrări și studii, apărute în țară și peste hotare. Dintre cele mai importante pot fi enumerate:
- Capitalismul monopolist în România, Editura Politică, București, 1962
- Industrializarea României, Editura Meridiane, București, 1967
- Problema contradicției în economia socialistă, Editura Politică, București, 1973
- Dicționar de Economie Politică, Editura Politică, București, 1974
- Economia protecției mediului natural, Editura Politică, București, 1976
- The Problem of the Industrial Revolution in Romania, in Southeastern Europe, Arizona, U.S.A, 1976.
- Acumularea primitivă a capitalului în România, București, Editura Academiei Române, 1991
- Principiul ecologic în știința economică, București, Editura Academiei Române, 1993
- Dileme ale tranziției la economia de piață, București, Editura A.G.E.R., Economistul, 1992
- Reforma economică, în folosul cui? București, Editura Economică, 1993
- Reforma și redresare economică, București, Editura Economică, 1995
- Învățăminte ale tranziției economice în România, București, Editura Economică, 1997
- Istoria economică a României, 
  - Vol. I, ediția a II-a, (coautor și coordonator), București, Editura Economică, 1997.
  - Ediția în limba engleză, București, Editura Academiei Romane, 1994,
  - Ediția în limba franceză, București, Editura Expert, 1996,
- Probleme ale metodologiei de cercetare în știința economică, București, Editura Economică, 1998
- Istoria gândirii economice românești. Studii, București, Editura Economică, 1999

## Titluri academice
- Membru corespondent al Academiei Romane (1974)
- Membru titular al Academiei Romane (1990)
- Academician corespondent al Academiei Regale a Doctorilor din Spania (1994)
- Membru de onoare al Academiei de Științe Agricole și Silvice din România (1994)
- Doctor honoris causa al Universităților din Craiova (1995), Timișoara (1995), Oradea (1996), Sibiu (1997) și al Academiei de Studii Economice din Chișinău - Republica Moldova ( 1995)

## Distincții
- Ordinul Muncii clasa a II-a (10 august 1964) „pentru merite deosebite în opera de construire a socialismului, cu prilejul celei de a XX-a aniversări a eliberării patriei”[8]
- titlul de Profesor Emerit al Republicii Populare Romîne (18 august 1964) „pentru activitate deosebită în domeniul cercetării științifice și contribuție la dezvoltarea învățămîntului superior”[9]